# Isabel, Kansas
Isabel là một thành phố thuộc quận Barber, tiểu bang Kansas, Hoa Kỳ. Năm 2010, dân số của xã này là 90 người.

## Dân số
Dân số các năm:
- Năm 2000: 108 người
- Năm 2010: 90 người